# Новые Сарты
Новые Сарты (баш. Яңы һарт) — деревня в Липовском сельсовете Архангельского района Республики Башкортостан России.

## Население
| 2002 | 2009 | 2010 |
| ---- | ---- | ---- |
| 38   | ↘36  | ↘28  |

Согласно переписи 2002 года, преобладающие национальности — татары (47 %).

## Географическое положение
Расстояние до:
- районного центра (Архангельское): 25 км,
- центра сельсовета (Благовещенка): 2 км,
- ближайшей железнодорожной станции (Приуралье): 33 км.